# Vivre la vie
Vivre la vie è una canzone della cantante francese Kelly Joyce, pubblicato dalla Universal Records come suo singolo di esordio e, ad oggi, è il suo maggior successo commerciale. Il brano verrà poi inserito nell'album di esordio della cantante Kelly Joyce.

## Successo commerciale
Scritto da Francesco De Benedittis ed Emanuelle Vidal de Fonseca in francese e prodotto da Paul Gordon Manners, il brano fra il 2000 ed il 2001 ebbe un notevole successo in Europa, ed in particolar modo in Italia, dove riuscirà a scalare la classifica dei singoli più venduti, raggiungendo la quinta posizione.
Il brano vendette oltre 100 000 copie solo in Francia.

## Tracce
1. Vivre la vie (Radio Version) - 4:05
2. Vivre la vie (Charlie Rapino Remix - Radio Edit) - 4:10
3. Vivre la vie (Charlie Rapino Remix - Extended Version) - 5:07
4. Vivre la vie (Vibes Version) - 4:06

## Andamento nella classifica italiana
| Posizione | 16 | 13 | 5 | 7 | 7 | 6 | 7 | 7 | 7 | 9 | 10 | 19 |

## Classifiche internazionali
| Classifica (2000-01) | Posizione più alta |
| -------------------- | ------------------ |
| Belgio (Vallonia)    | 6                  |
| Francia              | 16                 |
| Italia               | 5                  |
| Paesi Bassi          | 88                 |
| Svizzera             | 96                 |